# Trường Đại học Y khoa Phạm Ngọc Thạch
Trường Đại học Y khoa Phạm Ngọc Thạch là trường đại học chuyên ngành y khoa tại Việt Nam. Trường được Thủ tướng Chính phủ ra quyết định thành lập theo Quyết định số 24/QĐ-TTg ban hành ngày 7 tháng 1 năm 2008. Trường chịu sự quản lý trực tiếp của Uỷ ban nhân dân Thành phố Hồ Chí Minh, sự quản lý nghiệp vụ của Bộ Giáo dục và Đào tạo và sự quản lý chuyên môn của Bộ Y tế. 
Trường được thành lập trên cơ sở là Trung tâm Đào tạo Bồi dưỡng Cán bộ Y tế Thành phố Hồ Chí Minh. Người đặt nền móng và cũng là người sáng lập trường là Viện sĩ, Tiến sĩ, Bác sĩ Dương Quang Trung.
Nhiệm vụ chính của trường là đào tạo các thế hệ y khoa thuộc chuyên khoa và đa khoa nhằm cung cấp nguồn nhân lực ngành y cho Thành phố Hồ Chí Minh. Hiện nay trường tuyển sinh trong cả nước cũng như nhận cả sinh viên nước ngoài như Lào và Campuchia.

## Lịch sử
Ngày 15 tháng 3 năm 1989, với Quyết định số 59/CT của Chủ tịch Hội đồng Bộ trưởng đã cho phép thành lập Trung tâm đào tạo bồi dưỡng cán bộ Y tế Thành phố Hồ Chí Minh. Trung tâm chính thức nằm trong hệ thống các trường đại học của Việt Nam. Trung tâm đảm nhận công tác đào tạo điều dưỡng trung cấp và nữ hộ sinh, dược tá.
Tháng 9 năm 1989, Trung tâm sáp nhập thêm cơ sở 520 Nguyễn Tri Phương (do Học viện Quân y chuyển giao). Từ đó, Trung tâm bắt đầu giảng dạy niên khóa đầu tiên.
Ngày 7 tháng 1 năm 2008, Thủ tướng Chính phủ Nguyễn Tấn Dũng đã ký Quyết định số 24/QĐ-TTg đổi tên Trung tâm Đào tạo và Bồi dưỡng Cán bộ Y tế Thành phố Hồ Chí Minh thành Trường Đại học Y khoa Phạm Ngọc Thạch.

## Truyền thống

### Lễ tri ân người hiến xác - Macchabée
Hằng năm, trường đều tổ chức lễ tri ân người hiến xác cho trường hay còn gọi là lễ Macchabée, đây cũng là dịp để sinh viên năm nhất chia sẻ với thân nhân người hiến xác. Các xác được hiến sau khi được xử lý sẽ được sử dụng với mục đích nghiên cứu hoặc cho sinh viên thực tập phẫu tích và học giải phẫu trên xác thật. Tại đây, các thi hài đã được khâu lại cẩn thận vết giải phẫu, phủ khăn trắng, choàng chuỗi hoa, xếp thẳng hàng. Trước đó sinh viên đã kết đèn, hoa trang trí căn phòng học thường ngày trở nên trang nghiêm. Đồng thời Bộ môn Giải phẫu đã gửi thiệp mời thân nhân những người hiến xác cho khoa học tham dự buổi lễ.

### Bài hát truyền thống
Bài hát truyền thống của trường là bài "Hành khúc Đại học Y khoa Phạm Ngọc Thạch":
Từ khắp phương trời ta về đây chung vui ngày hội sen trắng
Cùng với cô thầy ngồi bên nhau nhắc kỷ niệm xưa
Ngày nào còn học chung một lớp, lời cô thầy như đang còn đó
Hành khúc ơi trong tim tôi sánh bước cùng ta.
Từ mái trường này đào tạo nên bao nhiêu thế hệ áo trắng
Hiệp với cô thầy cùng chăm lo sức khỏe nhân dân
Ngày từng ngày học bao điều mới, ngày từng ngày tương lai ngời sáng
Trường lớp ơi ta bay cao ra cùng biển khơi.
Điệp khúc 1:
Ôi tự hào Đại học Y Khoa PHẠM NGỌC THẠCH
Ta lên đường vì mơ ước bao nhiêu trẻ thơ
Dẫu khó khăn nhưng lòng ta tin yêu cuộc sống
Đóa sen ơi dù tự do vấn vương trời cao.
Điệp khúc 2:
Ta lên đường vì lòng yêu thương bao con người
Ta lên đường vì hạnh phúc ước mơ màu xanh
Áo trắng ơi cho niềm tin dâng trào cuộc sống
Sẽ sáng lên và rực rỡ mãi muôn đời sau...

Bài hát được sử dụng trong các buổi lễ của trường.

## Thành tích
- Danh hiệu Anh hùng Lao động trong thời kì đổi mới (năm 2020).[3]

## Quan hệ quốc tế
Trường cũng có truyền thống tốt trong quan hệ quốc tế:
- Hợp tác với Pháp trong chương trình đào tạo FFI (thực hiện chức năng bác sĩ nội trú ở Pháp)
- FMC (đào tạo Y khoa liên tục)
- Chương trình hợp tác với AUF
- Chương trình hợp tác với Tổ chức Phát triển Đại học của vương Quốc Bỉ (CUD) giai đoạn thứ 3 (mỗi giai đoạn có kinh phí khoảng 1,5 triệu Euro)
- Trường cũng đã ký kết hợp tác toàn diện với đại học Liège (Bỉ), Đại học Johannes Gutenberg - University Mainz (Công hòa Liên bang Đức) và có quan hệ hợp tác với nhiều trường Đại học trên thế giới.

## Ban Giám đốc & Ban Giám hiệu
Trường Đại học Y khoa Phạm Ngọc Thạch đã trải qua hai giai đoạn:

### Trung tâm Đào tạo và Bồi dưỡng cán bộ y tế Thành phố Hồ Chí Minh
Giai đoạn 1989 - 2004
- Giám đốc: VS.TS.BS Dương Quang Trung
- Phó giám đốc: PGS.BS Nguyễn Văn Truyền
- Phó giám đốc: BS Tăng Văn Thi
- Phó giám đốc: BS Nguyễn Quốc Bình
- Phó giám đốc: ThS.BS Nguyễn Thế Dũng

### Trường Đại học Y khoa Phạm Ngọc Thạch
Giai đoạn 2004 - 2008
- Giám đốc: PGS.BS Nguyễn Thế Hiệp
- Phó giám đốc: ThS.BS Nguyễn Thế Dũng

Giai đoạn 2008 - 2012
- Hiệu trưởng: GS.TS.BS Nguyễn Tấn Bỉnh
- Phó Hiệu trưởng: ThS. BS Nguyễn Thế Dũng
- Phó Hiệu trưởng: PGS.TS.BS Phạm Đăng Diệu

Giai đoạn 12/2015 - 9/2016
- Hiệu trưởng: PGS.TS.BS Nguyễn Thị Ngọc Dung
- Phó Hiệu trưởng: PGS.TS.BS Phạm Đăng Diệu
- Phó Hiệu trưởng: PGS.TS.BS Ngô Minh Xuân
- Phó Hiệu trưởng: PGS.TS.BS Nguyễn Thanh Hiệp

Giai đoạn 9/2016 - 9/2020
- Hiệu trưởng: PGS.TS.BS Ngô Minh Xuân
- Phó Hiệu trưởng: PGS.TS.BS Phạm Đăng Diệu
- Phó Hiệu trưởng: PGS.TS.BS Nguyễn Thanh Hiệp

Giai đoạn 10/2020 - 03/2021
- Hiệu trưởng: PGS.TS.BS Ngô Minh Xuân
- Phó Hiệu trưởng: PGS.TS.BS Nguyễn Thanh Hiệp
- Phó Hiệu trưởng: TS.BS Phan Nguyễn Thanh Vân

Giai đoạn 03/2021 - nay
- Hiệu trưởng: PGS.TS.BS Nguyễn Thanh Hiệp
- Phó Hiệu trưởng: TS.BS Phan Nguyễn Thanh Vân